# Onklou
Onklou är en ort i Benin. Den ligger i kommunen Djougou i departementet Donga, i den centrala delen av landet, 300 km norr om huvudstaden Porto-Novo. Onklou ligger 396 meter över havet och antalet invånare i och omkring orten är 24 153.
Terrängen runt Onklou är platt. Det finns inga andra samhällen i närheten.
Omgivningarna runt Onklou är huvudsakligen savann. Runt Onklou är det glesbefolkat, med 19 invånare per kvadratkilometer.